# Emil Hub

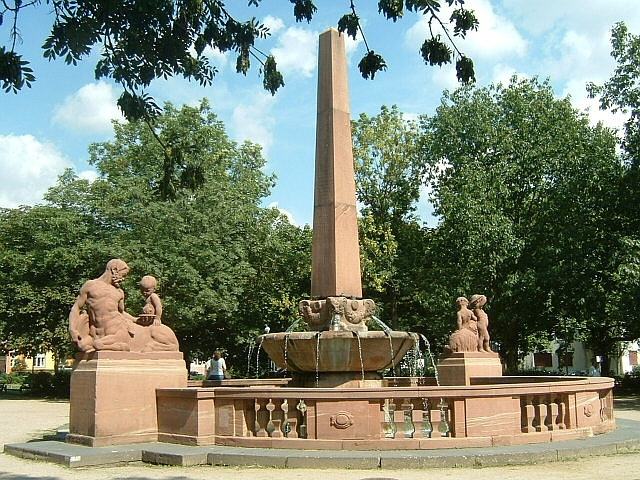
Figuren von Hub

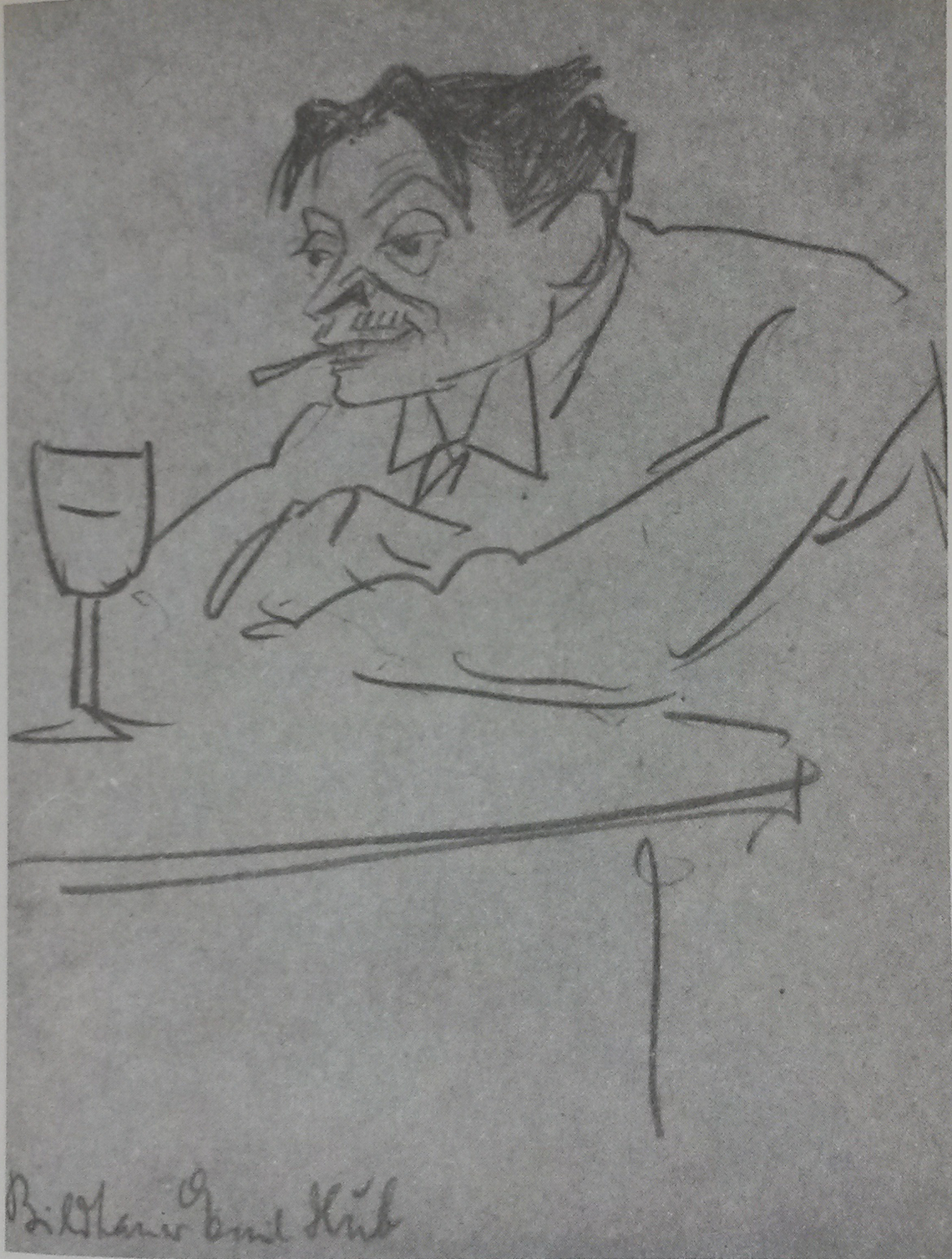
Emil Hub, gezeichnet von Lino Salini

Emil Hub (* 2. Februar 1876 in Frankfurt am Main; † 18. Dezember 1954 ebenda) war ein deutscher Bildhauer.

## Leben
Emil Hub studierte zunächst an der Kunstgewerbeschule in Frankfurt am Main, später auch in Paris und Berlin. Er war u. a. ein Schüler von Paul Wallot. Seit 1906 arbeitete er als freier Bildhauer in Frankfurt am Main und war dort 1921 Lehrer in der Städelschule, wo unter anderem Ernst August von Mandelsloh zu seinen Schülern zählte. Hauptsächlich fertigte er Büsten aus Marmor oder Bronze.
In der Zeit des Nationalsozialismus war Hub Mitglied der Reichskammer der bildenden Künste. Für diese Zeit ist seine Teilnahme an 12 Gruppenausstellungen sicher belegt, u. a. von 1937 bis 1944 außer 1941, an allen Großen Deutschen Kunstausstellungen in München mit insgesamt zehn Werken. U.a. zeigte er 1938 eine Bronze-Büste Hitlers, 1942 eine Marmor-Büste von Irmgard von Opel, 1943 eine Büste von Adam Opel und 1944 eine Büste des SA-Führers Adolf Beckerle. Seine 1939 ausgestellte Gruppe „Mädchen mit Reh“ erwarb Joseph Goebbels.
Nach dem Zweiten Weltkrieg war Hub mit der Restaurierung von beschädigten Kunstwerken beschäftigt.

## Werke

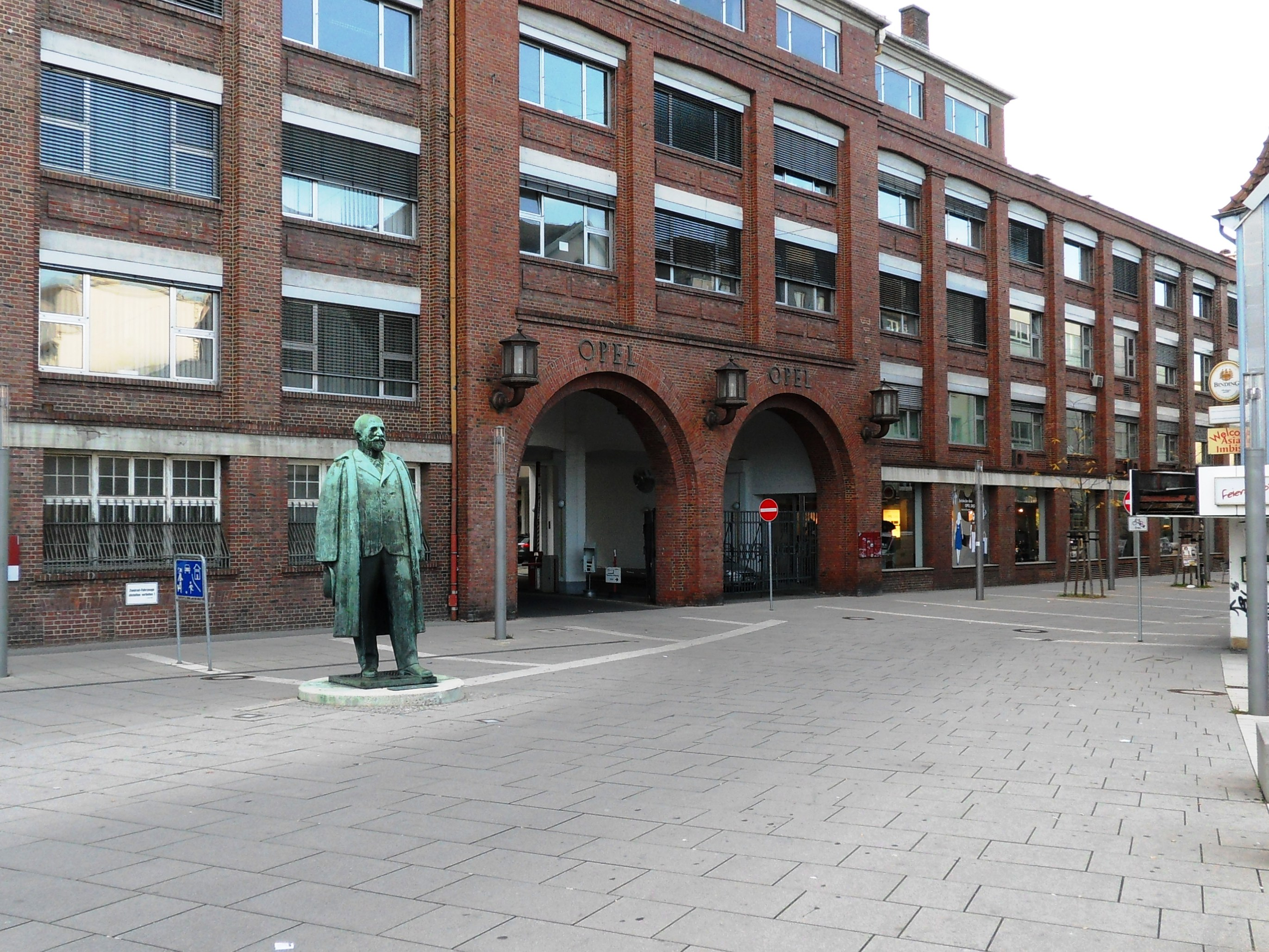
Adam-Opel-Denkmal in Rüsselsheim

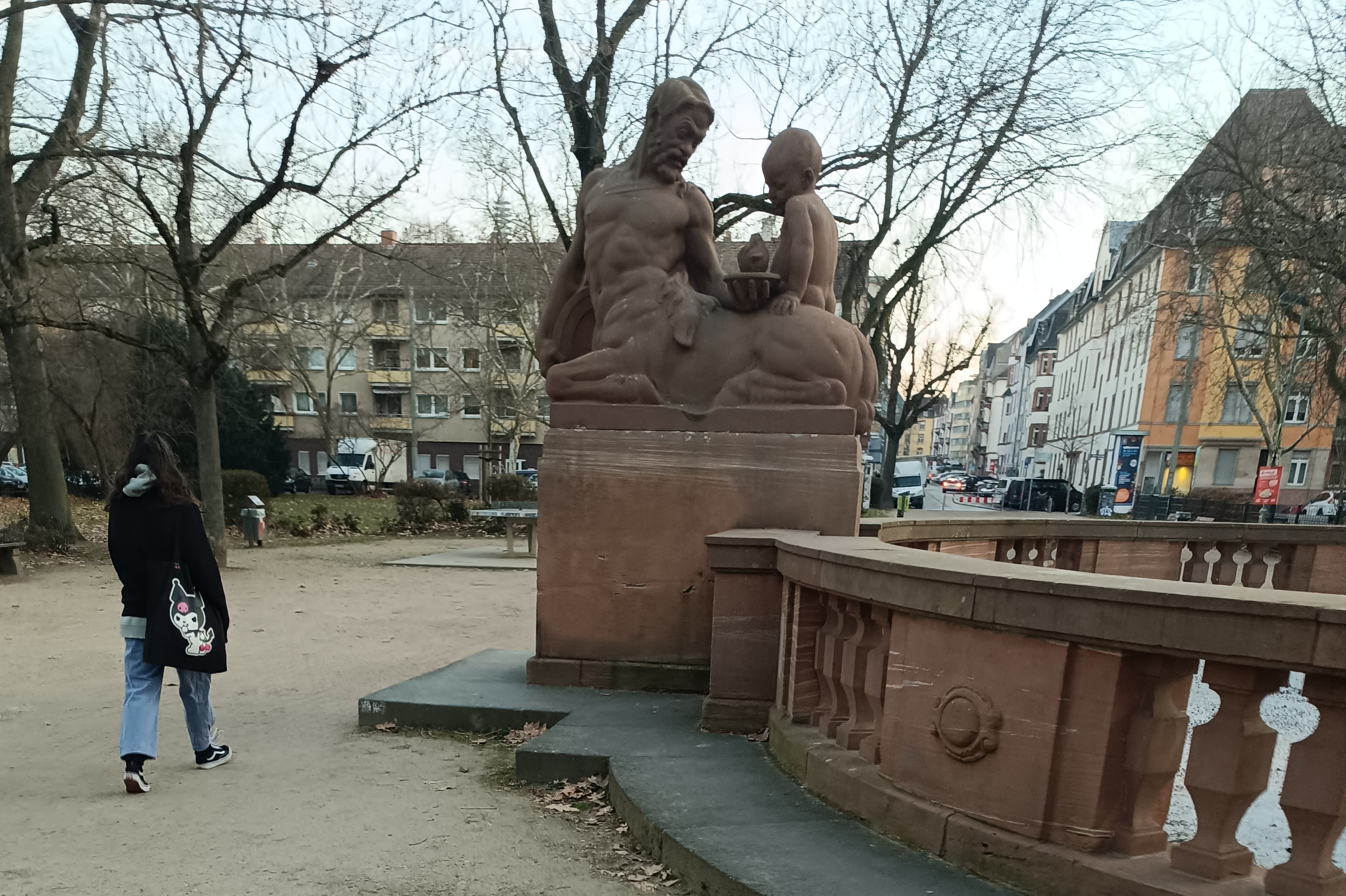
Statuengruppe „Centaur mit Kind“ am Obeliskenbrunnen in Bockenheim

Zu seinen Werken gehören Statuen und Denkmäler wie
- Das „August-Lehr-Standbild“ im Stadion, Frankfurt (verschwunden)
- Das „Ludwig-Rehn-Denkmal“ im Garten der Frankfurter Unikliniken (verschwunden)
- Das „Adam-Opel-Denkmal“ 3,35 m hoch 4,5 t schwer, Bronze, Rüsselsheim, 1937
- „Brunnenfiguren“ des Brunnens am Kurfürstenplatz, Frankfurt-Bockenheim, 1913[3]
- „Pierrot“ auf roter Holzplatte, Höhe 28 cm, Bronze, um 1920
- „David“ auf dunkel patiniertem grünlichen Marmorsockel, Höhe 33 cm, um 1915[4]
- Die Plastiken „Kain“ „Andacht“ und „Pan“ im Städel Frankfurt
- Bronzeskulptur: Fechter-Fencer-Escrimeur
- Bronzeskulptur: Harlequin[5]
- Bronzeskulptur: August Lehr, gestiftet 1926 von Familie Opel zu Ehrung des herausragenden Radsportlers, Aufstellungsort Radstation im Waldstation der Stadt Frankfurt am Main, von dort gestohlen und verschollen seit den Umbauarbeiten 2005[6]
- Bronzeskulptur:"Athlet", stehender männlicher Akt mit Bandschleuder, flacher Rechtecksockel, helle Marmor-Plinthe, Höhe: 33 cm (13 in), dunkel patiniert, signiert, datiert 1921[7]

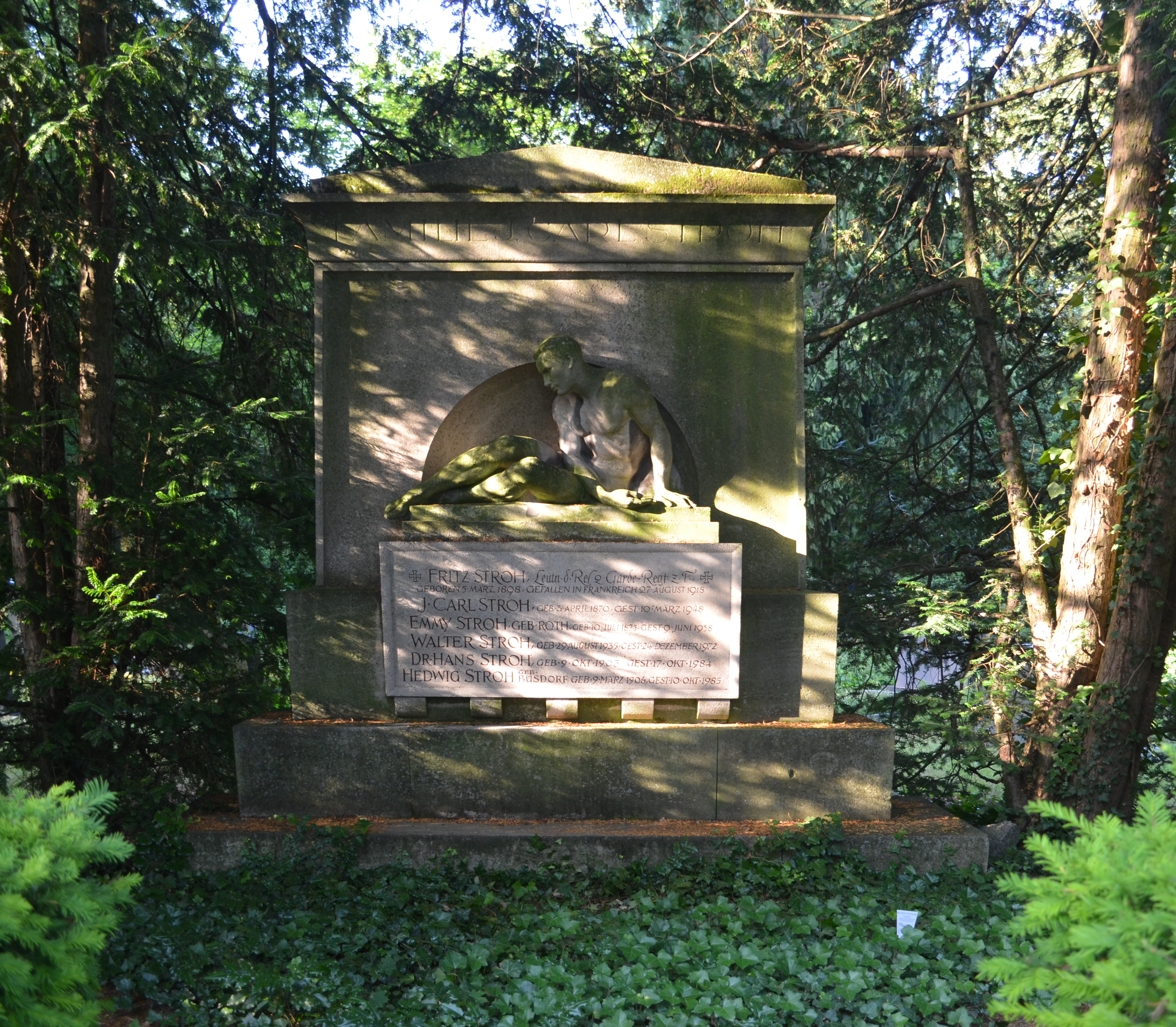
Grab Carl Stroh

Emil Hub schuf mehrere hochwertige Grabdenkmale auf dem Alten Friedhof Offenbach, so die Gräber Kohl-Roos, Leo-Alt, Opel sowie Carl Stroh.